# Топпино, Эмметт
Мартин Эмметт Топпино (англ. Martin Emmett Toppino; 1 июля 1909 — 8 сентября 1971) — американский легкоатлет, который специализировался в беге на короткие дистанции.

## Биография
Олимпийский чемпион в эстафете 4×100 метров (1932).
Эксрекордсмен мира в эстафете 4×100 метров.
Чемпион США в помещении в беге на 60 метров (1932).